# Melogale orientalis
Melogale orientalis (харсун яванський) — вид хижих ссавців з родини Мустелові (Mustelidae). Melogale orientalis деякі автори вважають підвидом, Melogale personata orientalis. Необхідні подальші дослідження по систематиці цього роду у зв'язку з морфологічною подібністю між усіма видами роду Melogale і тим, що ретельне таксономічне вивчення для цього роду не було зроблене.

## Поширення
Країна поширення: Індонезія. Зустрічається на пагорбах та горах островів Ява та Балі.